# العلاقات القطرية الكازاخستانية
العلاقات القطرية الكازاخستانية هي العلاقات الثنائية التي تجمع بين قطر وكازاخستان.

## مقارنة بين البلدين
هذه مقارنة عامة ومرجعية للدولتين:
| وجه المقارنة                                              | قطر           | كازاخستان                      |
| --------------------------------------------------------- | ------------- | ------------------------------ |
| المساحة (كم2)                                             | 11.44 ألف     | 2.72 مليون                     |
| عدد السكان (نسمة)                                         | 2.64 مليون    | 17.95 مليون                    |
| الكثافة السكانية (ن./كم²)                                 | 230.77        | 6.6                            |
| العاصمة                                                   | الدوحة        | نور سلطان                      |
| اللغة الرسمية                                             | اللغة العربية | اللغة القازاقية، اللغة الروسية |
| العملة                                                    | ريال قطري     | تينغ كازاخستاني                |
| الناتج المحلي الإجمالي (بليون دولار)                      | 167.61 مليار  | 159.41 مليار                   |
| الناتج المحلي الإجمالي (تعادل القوة الشرائية) بليون دولار | 316.40 مليار  | 439.39 مليار                   |
| الناتج المحلي الإجمالي الاسمي للفرد دولار أمريكي          | 73.65 ألف     | 10.51 ألف                      |
| الناتج المحلي الإجمالي للفرد دولار أمريكي                 | 141.54 ألف    | 24.23 ألف                      |
| مؤشر التنمية البشرية                                      | 0.850         | 0.788                          |
| رمز المكالمات الدولي                                      | +974          | +7                             |
| رمز الإنترنت                                              | .qa           | .kz، .қаз ‏                     |
| المنطقة الزمنية                                           | ت ع م+03:00   | ت ع م+05:00، ت ع م+06:00       |

## منظمات دولية مشتركة
يشترك البلدان في عضوية مجموعة من المنظمات الدولية، منها:
| علم المنظمة | اسم المنظمة                               | تاريخ انضمام قطر | تاريخ انضمام كازاخستان |
| ----------- | ----------------------------------------- | ---------------- | ---------------------- |
|             | منظمة التعاون الإسلامي                    | ?                | ?                      |
|             | الاتحاد البريدي العالمي                   | ?                | ?                      |
|             | يونسكو                                    | 27 يناير 1972    | 22 مايو 1992           |
|             | البنك الدولي للإنشاء والتعمير             | 25 سبتمبر 1972   | 23 يوليو 1992          |
|             | وكالة ضمان الاستثمار متعدد الأطراف        | 22 أكتوبر 1996   | 12 أغسطس 1993          |
|             | الاتحاد الدولي للاتصالات                  | 27 مارس 1973     | 23 فبراير 1993         |
|             | منظمة الشرطة الجنائية الدولية             | ?                | ?                      |
|             | مؤسسة التمويل الدولية                     | 11 أكتوبر 2008   | 30 سبتمبر 1993         |
|             | الأمم المتحدة                             | 21 سبتمبر 1971   | 2 مارس 1992            |
|             | منظمة حظر الأسلحة الكيميائية              | ?                | ?                      |
|             | المركز الدولي لتسوية المنازعات الاستشارية | 20 يناير 2011    | 21 أكتوبر 2000         |

## وصلات خارجية
- موقع وزارة الخارجية القطرية
- موقع وزارة الخارجية الكازاخستانية